# Janthecla leea
Espèce
Janthecla leea est une espèce de lépidoptères (papillons) de la famille des Lycaenidae, sous-famille des Theclinae et du genre Janthecla.

## Dénomination
Janthecla leea a été décrit par B. Adrienne B. Venables (d) et Robert K. Robbins (d) en 1991,.

### Nom vernaculaire
Janthecla leea se nomme Leea Hairstreak en anglais.

## Description
Jantheclaleea est un petit papillon aux antennes et aux pattes annelées de blanc et de marron, avec deux queues,une longue et une courte, à chaque aile postérieure.
Le dessus est bleu très largement bordé de marron aux ailes antérieures.
Le revers, beige, est orné de lignes de traits blanc avec aux ailes postérieures deux ocelles, un entre les deux queues et un en position anale.

## Écologie et distribution
Janthecla leea est présent dans le bassin amazonien, le Nord du Venezuela, au Pérou, au Surinam, au Guyana et en Guyane,.

### Protection
Pas de statut de protection particulier.

## Publication originale
- (en) Robert K. Robbins et B. Adrienne B. Venables, « Synopsis of a new Neotropical hairstreak genus, Janthecla, and description of a new species », Journal of the Lepidopterists' Society, New Haven, Société des lépidoptéristes (d), vol. 45, no 1,‎ 1991, p. 11-33 (ISSN 0024-0966, OCLC 7654420, lire en ligne).